# رالف نورمان باور
رالف نورمان باور (بالإنجليزية: Ralph Norman Bauer)‏ هو محامي وسياسي أمريكي، ولد في مايو 1899 في الولايات المتحدة، وتوفي في 13 مارس 1963. حزبياً، نشط في الحزب الديمقراطي. وقد انتخب عضو مجلس نواب لويزيانا.